# Bahnstrecke Mainz–Frankfurt
| Strecke |                     | Linke Rheinstrecke von Köln                            | Linke Rheinstrecke von Köln                            |
| Verschwenkung von links · Verschwenkung von links und von rechts                                                          |                     | von Umgehungsbahn, Wiesbaden Hbf                       | von Umgehungsbahn, Wiesbaden Hbf                       |
| Abzweig geradeaus und von rechts · Strecke                                                                                |                     | von Alzey                                              | von Alzey                                              |
| Strecke · Abzweig geradeaus und von links                                                                                 |                     | vom Mainzer Hafen                                      | vom Mainzer Hafen                                      |
| Bahnhof · Bahnhof mit S-Bahn-Halt                                                                                         | 0,000               | Mainz Hbf S 6                                          | Mainz Hbf S 6                                          |
| Tunnelanfang · Tunnel |                     | Tunnel Mainz Hbf (Fahrtrichtung Nord)                  | Tunnel Mainz Hbf (Fahrtrichtung Nord)                  |
| Strecke (im Tunnel) · Strecke geradeaus                                                                                   |                     | Neuer Mainzer Tunnel (Fahrtrichtung Süd)               | Neuer Mainzer Tunnel (Fahrtrichtung Süd)               |
| Tunnelende · Tunnel |                     | Tunnel Mainz Süd (Fahrtrichtung Nord)                  | Tunnel Mainz Süd (Fahrtrichtung Nord)                  |
| Bahnhof · Bahnhof mit S-Bahn-Halt                                                                                         | 1,800               | Mainz Römisches Theater                                | Mainz Römisches Theater                                |
| Abzweig geradeaus und ehemals von links · Kreuzung geradeaus oben (Querstrecke außer Betrieb)                             |                     | Strecke vom ersten Mainzer Hauptbahnhof                | Strecke vom ersten Mainzer Hauptbahnhof                |
| Abzweig quer und nach rechts · Abzweig geradeaus und nach rechts                                                          |                     | Strecke nach Ludwigshafen S 6                          | Strecke nach Ludwigshafen S 6                          |
| Grenze auf Brücke über Wasserlauf                                                                                         | 3,076               | Mainzer Südbrücke, Landesgrenze RLP/Hessen             | Mainzer Südbrücke, Landesgrenze RLP/Hessen             |
| Kopfbahnhof Streckenanfang und quer (Strecke außer Betrieb) · Abzweig geradeaus und ehemals von rechts                    |                     | urspr. Endbahnhof Trajekt Mainz–Gustavsburg            | urspr. Endbahnhof Trajekt Mainz–Gustavsburg            |
| S-Bahnhof | 4,580               | Mainz-Gustavsburg                                      | Mainz-Gustavsburg                                      |
| Abzweig geradeaus und von rechts                                                                                          | 5,600               | von Mainz-Gustavsburg Hafen (Anst)                     | von Mainz-Gustavsburg Hafen (Anst)                     |
| Strecke von links · Kreuzung geradeaus unten                                                                              |                     | Umgehungsbahn, von Taunus-Eisenbahn                    | Umgehungsbahn, von Taunus-Eisenbahn                    |
| Bahnhof · Bahnhof | 7,780               | Mainz-Bischofsheim Pbf                                 | Mainz-Bischofsheim Pbf                                 |
| Strecke nach halbrechts · Strecke nach halbrechts                                                                         |                     | nach Mainz-Bischofsheim Gbf                            | nach Mainz-Bischofsheim Gbf                            |
| Abzweig von rechts |                     | nach Darmstadt                                         | nach Darmstadt                                         |
| Blockstelle | 9,560               | Mainz-Bischofsheim Ültg II (Bft)                       | Mainz-Bischofsheim Ültg II (Bft)                       |
| S-Bahnhof | 11,206              | Rüsselsheim-Opelwerk (Bft)                             | Rüsselsheim-Opelwerk (Bft)                             |
| Bahnhof mit S-Bahn-Halt                                                                                                   | 12,220              | Rüsselsheim                                            | Rüsselsheim                                            |
| S-Bahnhof | 15,875              | Raunheim                                               | Raunheim                                               |
| Blockstelle | 17,373              | Raunheim Mönchwald (Abzw)                              | Raunheim Mönchwald (Abzw)                              |
| Abzweig geradeaus und nach rechts                                                                                         |                     | Verbindungsstrecke nach Raunheim-Mönchhof              | Verbindungsstrecke nach Raunheim-Mönchhof              |
| Strecke mit Straßenbrücke                                                                                                 |                     | A 3                                                    | A 3                                                    |
| Kreuzung geradeaus unten                                                                                                  |                     | Schnellfahrstrecke Frankfurt-Flughafen–Köln            | Schnellfahrstrecke Frankfurt-Flughafen–Köln            |
| Abzweig geradeaus und ehemals von rechts                                                                                  | 19,100              | Raunheim Caltex & Ticona (Anst)                        | Raunheim Caltex & Ticona (Anst)                        |
| Abzweig geradeaus und von links                                                                                           |                     | Verbindungsstrecke von Raunheim Caltex                 | Verbindungsstrecke von Raunheim Caltex                 |
| Blockstelle | 19,349              | Raunheim Brunnenschneise (Abzw)                        | Raunheim Brunnenschneise (Abzw)                        |
| Abzweig geradeaus und von rechts                                                                                          |                     | Industrieanschlussgleise                               | Industrieanschlussgleise                               |
| S-Bahnhof | 23,812              | Kelsterbach                                            | Kelsterbach                                            |
| Abzweig geradeaus und nach rechts                                                                                         |                     | Flughafenschleife Frankfurt                            | Flughafenschleife Frankfurt                            |
| ehemaliger Haltepunkt / Haltestelle                                                                                       | 26,900              | Frankfurt-Schwanheim                                   | Frankfurt-Schwanheim                                   |
| Kreuzung geradeaus unten (Querstrecke außer Betrieb) · Strecke von rechts (außer Betrieb)                                 |                     | Flughafenschleife Frankfurt (bis 2019)                 | Flughafenschleife Frankfurt (bis 2019)                 |
| ehemalige Blockstelle · Strecke (außer Betrieb)                                                                           | 29,096              | Frankfurt-Schwanheim Fernbahn (Abzw)                   | Frankfurt-Schwanheim Fernbahn (Abzw)                   |
| Brücke · Brücke (Strecke außer Betrieb)                                                                                   |                     | Bundesautobahn 5                                       | Bundesautobahn 5                                       |
| Kreuzung geradeaus unten · Abzweig ehemals geradeaus und von rechts                                                       |                     | Flughafenschleife Frankfurt (seit 2019)                | Flughafenschleife Frankfurt (seit 2019)                |
| Abzweig geradeaus und von rechts · Strecke                                                                                |                     | Riedbahn von Riedstadt-Goddelau                        | Riedbahn von Riedstadt-Goddelau                        |
| Bahnhof mit S-Bahn-Halt · S-Bahnhof                                                                                       | 31,375              | Frankfurt am Main Stadion                              | Frankfurt am Main Stadion                              |
| Abzweig quer und von rechts · Abzweig geradeaus und nach rechts · Strecke                                                 |                     | urspr. Strecke über Forsthaus (s. u.)                  | urspr. Strecke über Forsthaus (s. u.)                  |
| Kilometer-Wechsel · Strecke · Strecke                                                                                     | 5,487635,48637      | Kilometrierungssprung (Fehllänge 1,26 m)               | Kilometrierungssprung (Fehllänge 1,26 m)               |
| Strecke nach links · Abzweig geradeaus und von rechts · Strecke                                                           |                     | Verbindungsstrecke von Forsthaus                       | Verbindungsstrecke von Forsthaus                       |
| S-Bahnhof · S-Bahnhof | 33,192              | Frankfurt-Niederrad                                    | Frankfurt-Niederrad                                    |
| Kilometer-Wechsel · Strecke                                                                                               | 33,7+98,8833,8+0,00 | Kilometrierungssprung (Fehllänge 1,12 m)               | Kilometrierungssprung (Fehllänge 1,12 m)               |
| Brücke über Wasserlauf · Brücke über Wasserlauf                                                                           | 34,212              | Alte Niederräder Brücke / Neue Niederräder Brücke      | Alte Niederräder Brücke / Neue Niederräder Brücke      |
| Dienststation / Betriebs- oder Güterbahnhof · Strecke                                                                     | 34,250              | Frankfurt-Niederrad Brücke (Bft)                       | Frankfurt-Niederrad Brücke (Bft)                       |
| Kreuzung geradeaus oben · Kreuzung geradeaus oben                                                                         |                     | Städtische Verbindungsbahn Frankfurt                   | Städtische Verbindungsbahn Frankfurt                   |
| Strecke von links · Abzweig geradeaus, nach links und nach rechts · Kreuzung geradeaus oben · Abzweig quer und von rechts |                     | zur Main-Lahn-Bahn nach Frankfurt-Höchst               | zur Main-Lahn-Bahn nach Frankfurt-Höchst               |
| Strecke · Strecke · Abzweig geradeaus und von links · Kreuzung geradeaus oben                                             |                     | Main-Lahn-Bahn von Frankfurt-Höchst                    | Main-Lahn-Bahn von Frankfurt-Höchst                    |
| Strecke · Strecke · Strecke · Abzweig geradeaus und nach halblinks                                                        |                     | zur Taunus-Eisenbahn nach Frankfurt-Höchst             | zur Taunus-Eisenbahn nach Frankfurt-Höchst             |
| Strecke · Strecke · Strecke · Abzweig geradeaus und von halblinks                                                         |                     | von Frankfurt-Griesheim                                | von Frankfurt-Griesheim                                |
| Abzweig geradeaus und von links · Kreuzung geradeaus unten · Kreuzung geradeaus unten · Kreuzung geradeaus unten          |                     | Taunus-Eisenbahn von Frankfurt-Höchst                  | Taunus-Eisenbahn von Frankfurt-Höchst                  |
| Blockstelle · Strecke · Strecke · Strecke                                                                                 | 35,358              | Frankfurt (Main) Gutleuthof (Abzw)                     | Frankfurt (Main) Gutleuthof (Abzw)                     |
| Strecke · Strecke · Abzweig geradeaus und von links · Kreuzung geradeaus unten                                            |                     | Homburger Damm von Mainzer Landstraße                  | Homburger Damm von Mainzer Landstraße                  |
| Strecke · Strecke · Blockstelle · Strecke                                                                                 |                     | Frankfurt Kleyerstr. (Abzw)                            | Frankfurt Kleyerstr. (Abzw)                            |
| Strecke · Strecke · Strecke · Dienststation / Betriebs- oder Güterbahnhof                                                 | 35,360              | Frankfurt (Main) Außenbahnhof                          | Frankfurt (Main) Außenbahnhof                          |
| Strecke · Strecke nach links · Strecke nach links und von rechts · Abzweig geradeaus, nach links und von rechts           |                     | nach Galluswarte                                       | nach Galluswarte                                       |
| Kreuzung geradeaus unten · Abzweig quer und von rechts · Kreuzung geradeaus unten · Kreuzung geradeaus unten              |                     | Bahnstrecke Frankfurt am Main–Heidelberg von Darmstadt | Bahnstrecke Frankfurt am Main–Heidelberg von Darmstadt |
| Kreuzung geradeaus unten · Abzweig geradeaus und von rechts · Strecke · Strecke                                           |                     | Frankfurt-Bebraer-Bahn von Offenbach                   | Frankfurt-Bebraer-Bahn von Offenbach                   |
| Strecke · Strecke · Blockstelle · Blockstelle                                                                             | 36,444              | Frankfurt (Main) Hoch/Tief (Bft)                       | Frankfurt (Main) Hoch/Tief (Bft)                       |
| Strecke · Strecke · Abzweig geradeaus und von links · Kreuzung geradeaus unten                                            |                     | Main-Weser-Bahn von Gießen                             | Main-Weser-Bahn von Gießen                             |
| Strecke · Strecke · Strecke · Abzweig geradeaus und von links                                                             |                     | Homburger Bahn vom Westbf                              | Homburger Bahn vom Westbf                              |
| Kopfbahnhof Streckenende · Kopfbahnhof Streckenende · Tunnelanfang                                                        | 37,508              | Frankfurt (Main) Hbf (seit 1888)                       | Frankfurt (Main) Hbf (seit 1888)                       |
| S-Bahnhof (im Tunnel) |                     | Frankfurt (Main) Hbf tief (seit 1978)                  | Frankfurt (Main) Hbf tief (seit 1978)                  |
| Strecke nach links (im Tunnel)                                                                                            |                     | nach Frankfurt (Main) Süd (S-Bahn)                     | nach Frankfurt (Main) Süd (S-Bahn)                     |

| Strecke · Strecke                                                                                            |      | von Mainz (s. o.)                                | von Mainz (s. o.)                                |
| Bahnhof · Bahnhof                                                                                            | 31,4 | Frankfurt am Main Stadion                        | Frankfurt am Main Stadion                        |
| Abzweig geradeaus, nach links und von links · Strecke nach links                                             |      | heutige Strecke über Frankfurt-Niederrad (s. o.) | heutige Strecke über Frankfurt-Niederrad (s. o.) |
| Blockstelle                                                                                                  | 33,2 | Forsthaus (Frankfurt) (Abzw., ehem. Bf)          | Forsthaus (Frankfurt) (Abzw., ehem. Bf)          |
| Abzweig geradeaus und nach rechts                                                                            |      | Verbindungskurve nach Neu-Isenburg               | Verbindungskurve nach Neu-Isenburg               |
| Abzweig geradeaus und nach halblinks                                                                         |      | Frankfurt-Louisa                                 | Frankfurt-Louisa                                 |
| Kreuzung geradeaus oben · Abzweig quer und von halbrechts · Dienststation / Betriebs- oder Güterbahnhof quer |      | Bahnstrecke Frankfurt am Main–Heidelberg         | Bahnstrecke Frankfurt am Main–Heidelberg         |
| Kreuzung geradeaus oben                                                                                      |      | Darmstadt Hbf–Frankfurt (Main) Süd (S-Bahn)      | Darmstadt Hbf–Frankfurt (Main) Süd (S-Bahn)      |
| Abzweig geradeaus und von links                                                                              |      | Verbindungskurve von Frankfurt-Louisa            | Verbindungskurve von Frankfurt-Louisa            |
| Abzweig geradeaus und von links                                                                              |      | von Frankfurt (Main) Hbf                         | von Frankfurt (Main) Hbf                         |
| Strecke · Strecke von links                                                                                  |      | von Darmstadt Hbf (S-Bahn)                       | von Darmstadt Hbf (S-Bahn)                       |
| Bahnhof · Bahnhof                                                                                            | 36,6 | Frankfurt (Main) Süd                             | Frankfurt (Main) Süd                             |
| Strecke · Strecke nach links                                                                                 |      | nach Frankfurt (Main) Hbf (tief) (S-Bahn)        | nach Frankfurt (Main) Hbf (tief) (S-Bahn)        |
| Abzweig geradeaus und nach rechts                                                                            |      | nach Göttingen (südmainisch)                     | nach Göttingen (südmainisch)                     |
| Abzweig geradeaus und nach rechts                                                                            |      | nach Aschaffenburg Hbf (nordmainisch)            | nach Aschaffenburg Hbf (nordmainisch)            |
| |      |                                                  |                                                  |
| Quellen: |      |                                                  |                                                  |

Die Bahnstrecke Mainz–Frankfurt, auch Mainbahn, ist eine zweigleisige, elektrifizierte Hauptbahn in Rheinland-Pfalz und Hessen. Sie verbindet entlang des Südufers des unteren Mains die rheinland-pfälzische Landeshauptstadt Mainz mit Frankfurt am Main. Sie wurde 1863 eröffnet.

## Geschichte

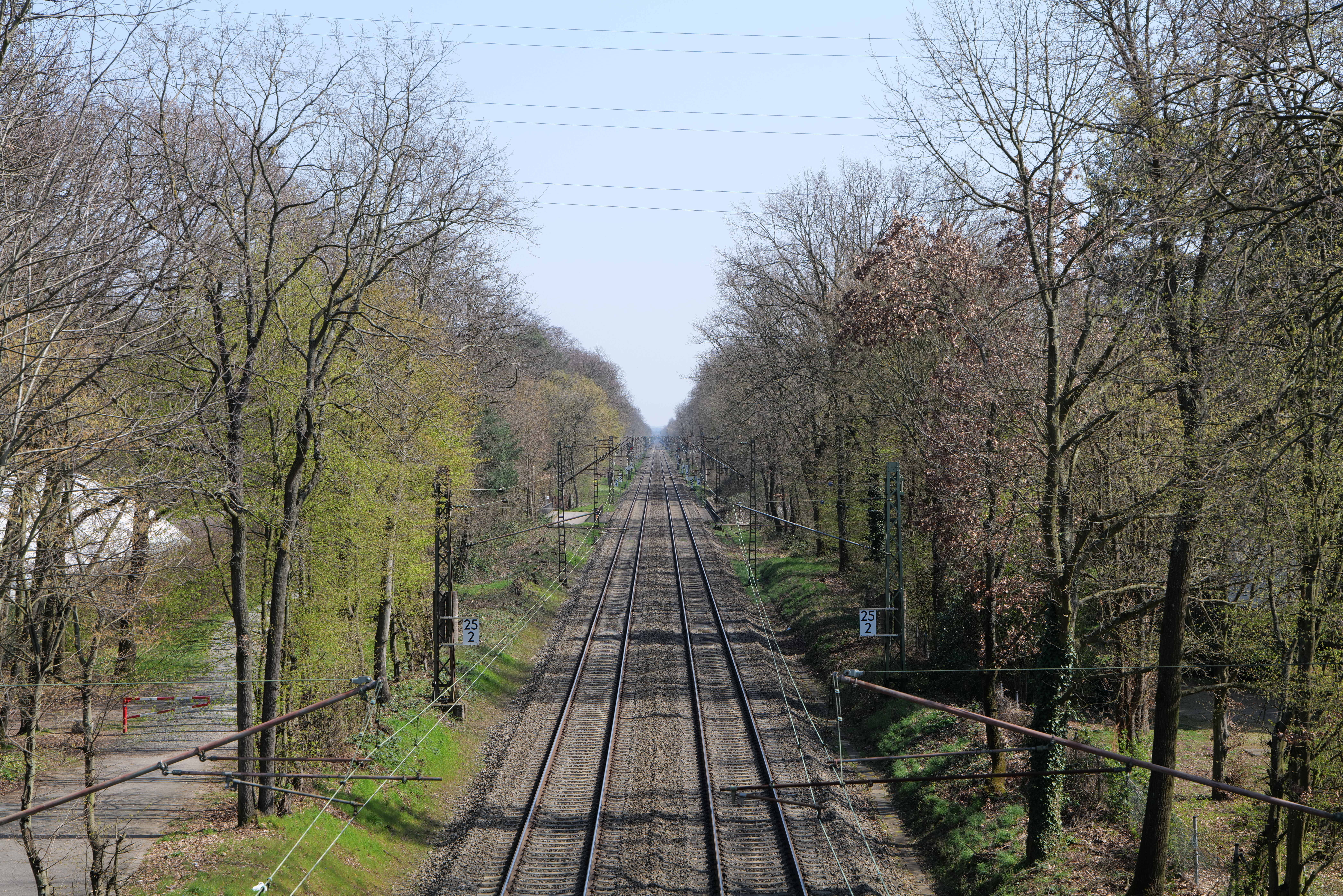
Trasse der Mainbahn im Frankfurter Stadtwald, gesehen vom Fußgängersteg Am Hinkelstein in Kelsterbach, Blick nach Osten

Unmittelbar nach der Eröffnung der Rhein-Main-Bahn von Mainz nach Aschaffenburg durch die Hessische-Ludwigs-Eisenbahn-Gesellschaft war diese bestrebt, auch einen Anschluss nach Frankfurt zu gewinnen. Dazu entstand das Projekt einer bei Bischofsheim von der Rhein-Main-Bahn abzweigenden und dem Lauf des Mains am linken Flussufer nach Frankfurt folgenden Bahn. Sie trat damit in Konkurrenz zur Taunus-Eisenbahn, die am rechten Mainufer parallel verläuft. Die Konzession für Bau und Betrieb der Bahn wurde seitens des Großherzogtums Hessen-Darmstadt am 15. August 1861, seitens des Senats der Freien Stadt Frankfurt am 17. Januar 1862 erteilt.
Der Bau der Strecke dauerte nur anderthalb Jahre. Am 20. Dezember 1862 fand die Probefahrt statt, die Eröffnung am 3. Januar 1863. Die ursprüngliche Strecke führte in Frankfurt vom Bahnhof Goldstein (später Sportfeld, heute Frankfurt Stadion) ursprünglich weiter Richtung Osten zum ehemaligen Bahnhof Forsthaus (heute nur noch Abzweigstelle) und dann in einem Bogen nach Norden zur Bahnstrecke Frankfurt am Main–Heidelberg, über die der Main-Neckar-Bahnhof erreicht werden konnte. Am 18. September 1876 wurde die Verbindungsstrecke von Forsthaus nach Sachsenhausen (heute Frankfurt (Main) Süd) eröffnet.
Diese Einfahrt wurde ab dem 16. Januar 1882 durch die Linienführung über den Bahnhof Frankfurt-Niederrad und die Niederräder Mainbrücke ersetzt. Ab 1888 übernahm dann der neue „Centralbahnhof“ die Aufgaben aller drei Frankfurter Westbahnhöfe. Der ursprüngliche Streckenabschnitt östlich von Goldstein blieb weiterhin in Betrieb und dient heute unter anderem als Umgehungsstrecke.
Mit der Hessische-Ludwigs-Eisenbahn-Gesellschaft ging die Strecke ab dem 1. Februar 1897 auf die Preußisch-Hessische Eisenbahngemeinschaft über. Zum 1. August 1906 ging der automatische Streckenblock zwischen den Bahnhöfen Bischofsheim (Mainz-Bischofsheim) und Goldstein (Frankfurt am Main Stadion) in Betrieb.
Zum 29. März 1943 wurde der Bahnhof Opelwerk in Betrieb genommen.
Seit 15. Dezember 1958 wird auf der Strecke planmäßig elektrisch gefahren.

In der Nähe von Rüsselsheim ereignete sich am 2. Februar 1990 einer der schwersten Eisenbahnunfälle im Rhein-Main-Gebiet, bei dem eine S-Bahn aus Frankfurt am Main mit einer aus Wiesbaden kommenden S-Bahn zusammenstieß. Dabei starben 17 Menschen, über 80 wurden zum Teil schwer verletzt. 
Seit 1999 ermöglicht die Verbindungsstrecke Raunheim Mönchwald–Raunheim Mönchhof den Anschluss an die Schnellfahrstrecke Köln–Rhein/Main.
Nachdem ein Lkw Ende Juli 2023 einen Brückenanfahrschaden an einer Brücke über die Mörfelder Landstraße verursacht hatte, wurde die Strecke zwischen Frankfurt Stadion und Frankfurt Süd gesperrt. Die Instandsetzung soll voraussichtlich zwei Monate in Anspruch nehmen.

## Planungen
Der Streckenabschnitt Frankfurt Stadion–Frankfurt Hbf dient als Zulaufstrecke für die geplante Neubaustrecke Rhein/Main–Rhein/Neckar. Um Regional- und Fernverkehr voneinander zu trennen, soll östlich der Bestandsstrecke parallel eine neue zweigleisige Strecke gebaut werden, die nördlich der Niederräder Brücken in die bestehende Strecke 3620 Frankfurt-Niederrad Brücke–Gutleuthof übergehen soll. Diese Strecke zweigt bislang höhengleich von der Strecke Mainz–Frankfurt ab und verbindet sie mit dem südlichen Teil des Hauptbahnhofs, der vor allem von Fernverkehrszügen genutzt wird. Der Baubeginn ist für 2021 geplant, die Fertigstellung für 2029.
Im dritten Gutachterentwurf des Deutschlandtakts ist ein drittes Gleis zwischen Mainz-Bischofsheim und dem Abzweig Mönchwald unterstellt. Dafür sind, zum Preisstand von 2015, Investitionen von 361 Millionen Euro vorgesehen.

## Bauwerke
Folgende Bauwerke sind erhalten und einige Kulturdenkmäler nach § 2 Abs. 1 Hessisches Denkmalschutzgesetz:
| Ort                         | Bauwerk            | Baujahr | km    | Denkmal |
| --------------------------- | ------------------ | ------- | ----- | ------- |
| Mainz-Bischofsheim Bf       | Empfangsgebäude    | 1958    | 08,25 | *       |
| Rüsselsheim                 | Streckenwärterhaus | 1863    | 12,80 | *       |
| Raunheim Bf                 | Empfangsgebäude    | 1863    | 15,87 | *       |
| Raunheim                    | Streckenwärterhaus | 1863    | 17,39 | *       |
| Kelsterbach                 | Eisenbahnbrücke    | 1863    | 21,75 |         |
| Kelsterbach                 | Streckenwärterhaus | 1863    | 23,60 | *       |
| Kelsterbach Bf              | Empfangsgebäude    | 1863    | 23,81 | *       |
| Frankfurt (Main) Stadion Bf | Empfangsgebäude    | 1879    | 31,37 | *       |
| Frankfurt-Niederrad Bf      | Empfangsgebäude    | 1882    | 33,19 | *       |
| Frankfurt-Sachsenhausen     | Eisenbahnbrücke    | 1864    | 34,47 |         |

## Bedienung
Auf der Mainbahn verkehren Züge des Schienenpersonenfern- und -nahverkehrs sowie des Güterverkehrs.

### Fernverkehr

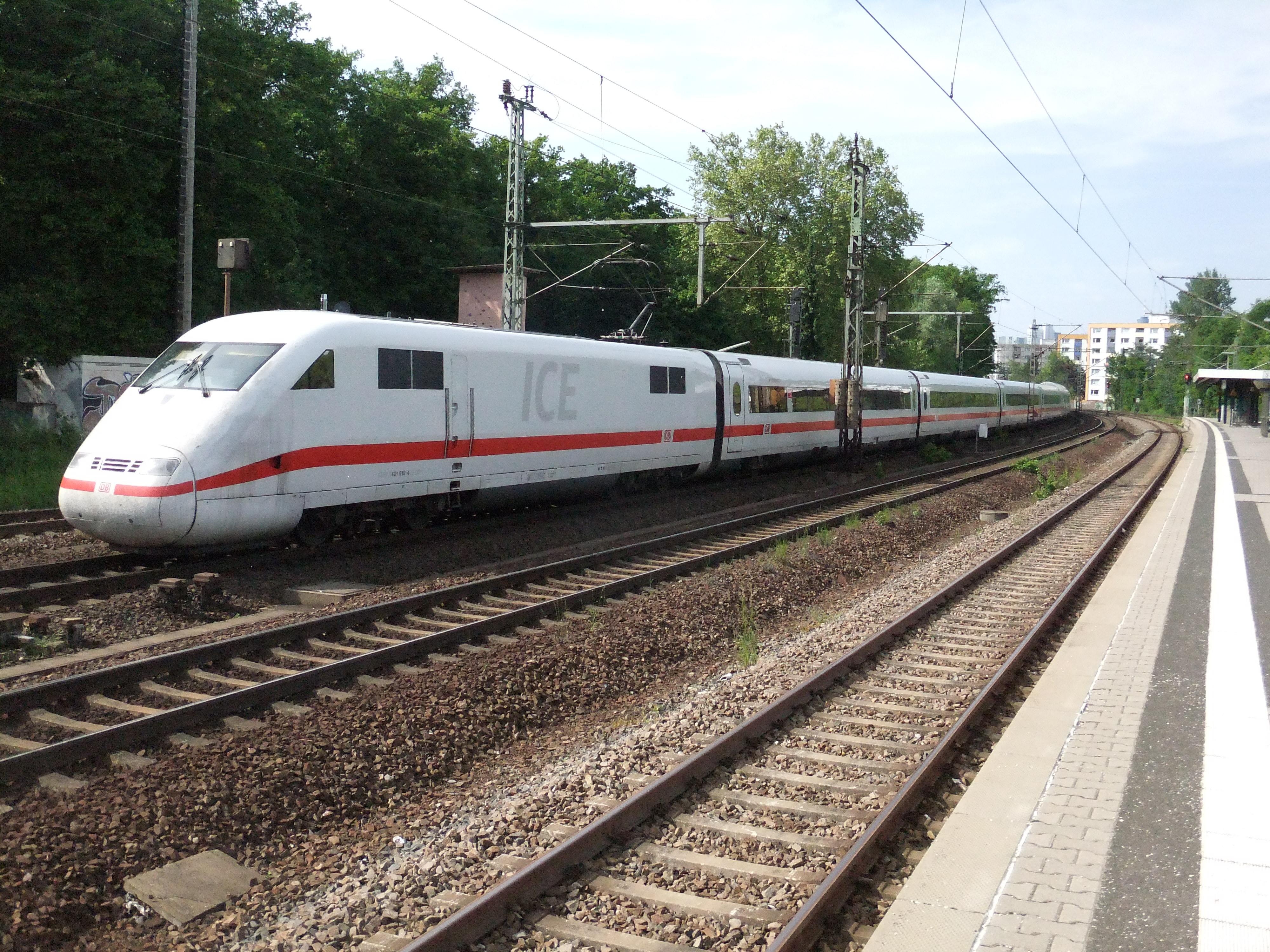
ICE 1 auf der Verbindungskurve der Mainbahn im Bahnhof Frankfurt-Louisa

Die Strecke wird von einzelnen Züge der ICE-Linien 20, 31, 50 und 91 sowie der IC-Linie 31 befahren.
Die Züge des Fernverkehrs fahren von Mainz Hauptbahnhof kommend ab der Abzweigstelle Raunheim Mönchwald über die Verbindungsstrecke auf die Schnellfahrstrecke Köln–Rhein/Main zum Fernbahnhof des Frankfurter Flughafens.
Von dort fahren die Züge weiter ohne Halt über den Bahnhof Frankfurt am Main Stadion und entweder über die ursprüngliche Strecke zum Bahnhof Frankfurt (Main) Süd oder über die heutige Strecke nach Frankfurt (Main) Hauptbahnhof. Wenige Züge fahren auch über die Riedbahn weiter nach Mannheim Hauptbahnhof.

### Nahverkehr

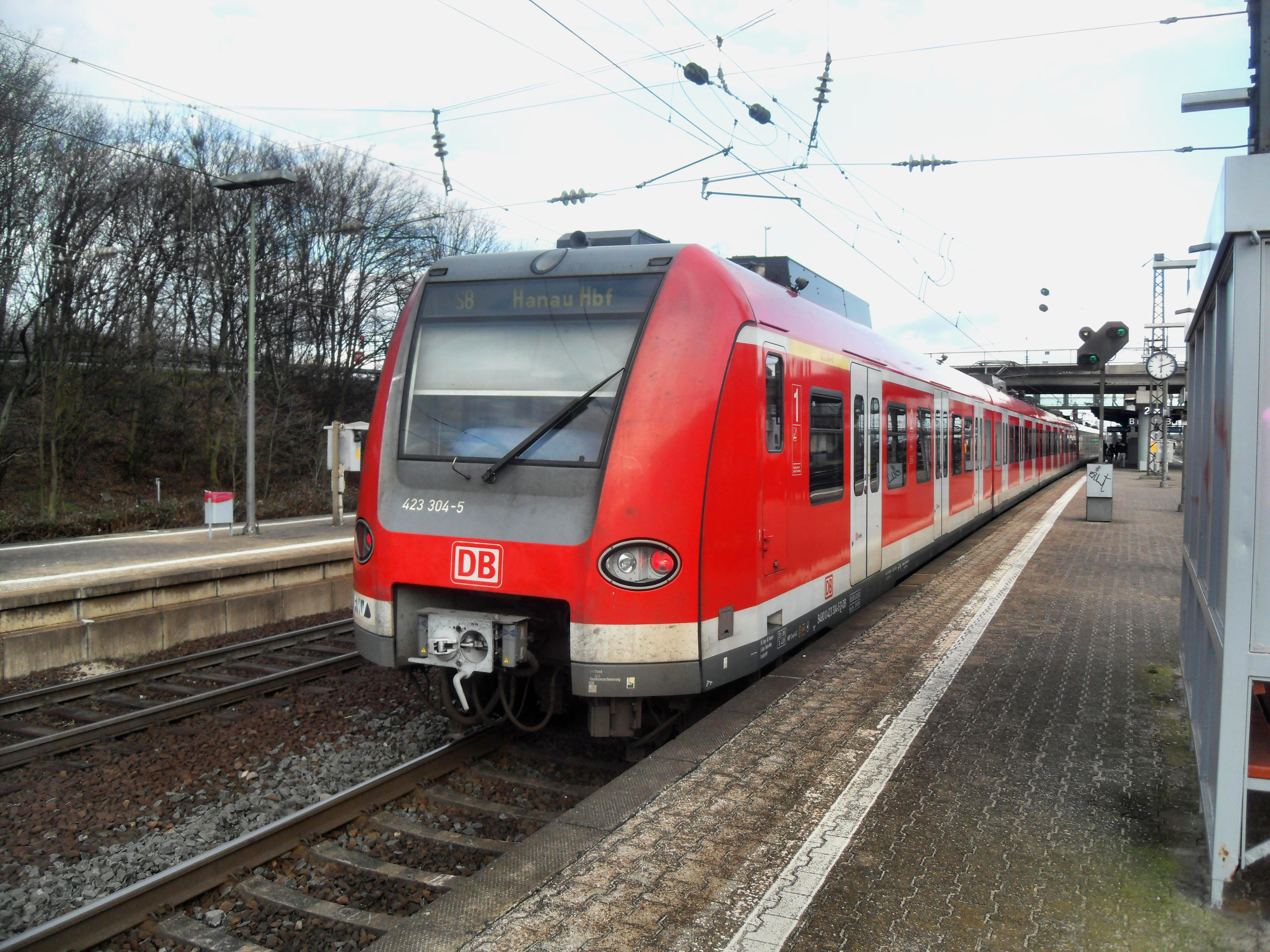
S8 im Mainz-Bischofsheimer Bahnhof auf dem Weg nach Hanau Hbf

Die Züge des Regionalverkehrs und der S-Bahn Rhein-Main fahren überwiegend zwischen den Bahnhöfen Kelsterbach und Frankfurt Stadion über die Flughafenschleife. Einige Züge der Relation Rüsselsheim – Maintal – Hanau fahren auch über den Flughafen Fernbahnhof.
| Linie                                       | Linienverlauf | Takt    |
| ------------------------------------------- | --- | ------- |
| RE 59                                       | Frankfurt Flughafen – Frankfurt Süd – Frankfurt Ost – Maintal Ost – Hanau                                                                                    | 120 min |
| RB 58                                       | Frankfurt Flughafen – Frankfurt Süd – Frankfurt Ost – Maintal Ost – Hanau – Aschaffenburg                                                                    | 120 min |
| RB 75                                       | Wiesbaden – Mainz – Mainz-Bischofsheim – Darmstadt | 60 min  |
| RE 2 (ab Koblenz) und RE 3 (ab Saarbrücken) | Koblenz oder Saarbrücken – Mainz – Mainz-Bischofsheim – Frankfurt Flughafen – Frankfurt                                                                      | 60 min  |
| S8                                          | Wiesbaden – Mainz – Mainz-Bischofsheim – Kelsterbach – Frankfurt Flughafen – Frankfurt (tief) – City-Tunnel Frankfurt – City-Tunnel Offenbach – Hanau        | 30 min  |
| S9                                          | Wiesbaden – Mainz-Kastel – Mainz-Bischofsheim – Kelsterbach – Frankfurt Flughafen – Frankfurt (tief) – City-Tunnel Frankfurt – City-Tunnel Offenbach – Hanau | 30 min  |